# Comp
Comp est un hameau du borough de Tonbridge and Malling, dans le comté du Kent.

## Localisation géographique
Comp est proche de la ville de Sevenoaks, des villages de Borough Green, Platt, Wrotham Heath et du hameau de Crouch. Il est près des bois de Mereworth (Mereworth Woods).

## Transports
Pour le transport, il y a la Borough Green & Wrotham railway station, et les routes A25, A20, A227 et les autoroutes M26, M20 et M25.

## Lieux d'intérêt
Il possède un jardin appelé Great Comp.